# Chlorops nigrissimus
Chlorops nigrissimus är en tvåvingeart som beskrevs av Spencer 1986. Chlorops nigrissimus ingår i släktet Chlorops och familjen fritflugor. Inga underarter finns listade i Catalogue of Life.